# 文熙
《文熙》（韓語：문희）是韓國MBC自2007年2月24日起播放的週末連續劇。臺灣先前於緯來綜合台晚上8點首播，劇名訂為《文熙》，後來緯來戲劇台於晚上7點重播時，劇名更為《復仇的代價》。

## 演員陣容

### 主要人物
- 姜受延 飾演 文　熙

百貨業鉅子文會長的私生女。因為未婚生子這個不可告人的秘密，讓她成天提心吊膽，但是自己身世造就她個性好強，且立志要繼承文會長，接管百貨公司。
- 朴相勉 飾演 金榮哲

被母親強迫，在二十歲時娶了大他六歲的張菡娜，雖然兩人生了三個孩子，但他對菡娜也只有姊弟之情。
- 趙軟祐 飾演 劉　振

家庭科醫生，巨山醫院的繼承人，喜歡文熙，但遭父母反對。
- 金海淑 飾演 張菡娜

在金榮哲母親經營的布莊工作時，被老人家看上後娶為兒媳婦。是個能幹的女強人，但面對榮哲時，總希望能被當作小女人般疼愛。

### 其他人物
- 李正吉 飾演 文會長
- 金英蘭 飾演 方淑姬
- 鄭雄仁 飾演 文　皓
- 李丞涓 飾演 崔尚美
- 李在恩 飾演 文　賢
- 鄭永琡 飾演 宋玉喜
- 方敏絮 飾演 金午雪
- 宋雅英 飾演 金　山
- 朴旻智 飾演 金　田
- 崔秀翰 飾演 金　空
- 金容建 飾演 劉賢宗
- 成秉淑 飾演 陳秀子

## 外部連結
- 韓國MBC官方網站 （页面存档备份，存于）
- 台灣緯來綜合台官方網站 （页面存档备份，存于）（繁體中文）
- 台灣緯來戲劇台官方網站 （页面存档备份，存于）（繁體中文）

## 作品的變遷
| MBC 週末劇                    | MBC 週末劇                    | MBC 週末劇 |
| ----------------------------- | ----------------------------- | ---------- |
|                               | 文熙 （2007.2.24－2007.8.12） |            |
| 姊姊 （2006.8.12－2007.2.18） | （2007.8.18－2008.1.27）      |            |

| 臺灣 緯來綜合台 週一至週五 20:00 - 21:30                                                  | 臺灣 緯來綜合台 週一至週五 20:00 - 21:30   | 臺灣 緯來綜合台 週一至週五 20:00 - 21:30   |
| ----------------------------------------------------------------------------------------- | ------------------------------------------ | ------------------------------------------ |
|                                                                                           | 文熙 （2008年4月9日 - 2008年5月28日）      |                                            |
| 堅強的野花 （2008年2月12日 - 2008年4月8日）                                               | 黃金新娘 （2008年5月29日 - 2008年8月18日） |                                            |
| 緯來戲劇台 週一至週五 19:00 - 20:00                                                       |                                            |                                            |
| 黃金新娘 （2009年2月2日 - 2009年5月1日）愛恨一線間（重播） （2009年5月4日 - 2009年8月24） | 復仇的代價 （2009年8月25日 - 2009年）      | 只想愛著你 （2010年2月9日 - 2010年4月8日） |